# Heortologia
Heortologia (gr. od heorte – święto, uroczystość) – nauka systematyczna o roku kościelnym. Jest jednym z najważniejszych działów liturgiki. Heortologia zajmuje się rokiem liturgicznym nie tylko przez pryzmat historii, ale również poddaje analizie treść każdego święta i jego znaczenie moralne, ascetyczne i dogmatyczne. Korzenie tej nauki sięgają średniowiecza.
Heortologia składa się z następujących rozdziałów:
1. Rok liturgiczny, jego istota i struktura
2. Tydzień chrześcijański
3. Proprium de tempore
4. Proprium sanctorum
5. Święta maryjne
6. Uroczystości Świętych
7. Inne uroczystości i nabożeństwa